# Фаллоуфілд Тауншип (округ Вашингтон, Пенсільванія)
Фаллоуфілд Тауншип (англ. Fallowfield Township) — селище (англ. township) в США, в окрузі Вашингтон штату Пенсільванія. Населення — 4099 осіб (2020).

## Демографія
Згідно з переписом 2010 року, у селищі мешкала 4321 особа в 1800 домогосподарствах у складі 1277 родин. Було 1942 помешкання
Расовий склад населення:
| - 97,1 % — білих - 1,6 % — чорних або афроамериканців - 0,1 % — азіатів |

До двох чи більше рас належало 1,1 %. Частка іспаномовних становила 0,8 % від усіх жителів.
За віковим діапазоном населення розподілялося таким чином: 19,0 % — особи молодші 18 років, 61,5 % — особи у віці 18—64 років, 19,5 % — особи у віці 65 років та старші. Медіана віку мешканця становила 47,4 року. На 100 осіб жіночої статі у селищі припадало 98,1 чоловіків;  на 100 жінок у віці від 18 років та старших — 96,6 чоловіків також старших 18 років.
Середній дохід на одне домашнє господарство  становив 62 534 долари США (медіана — 56 824), а середній дохід на одну сім'ю — 70 546 доларів (медіана — 70 349). Медіана доходів становила 49 531 долар для чоловіків та 35 353 долари для жінок. За межею бідності перебувало 8,7 % осіб, у тому числі 11,2 % дітей у віці до 18 років та 13,5 % осіб у віці 65 років та старших.
Цивільне працевлаштоване населення становило 2133 особи. Основні галузі зайнятості: освіта, охорона здоров'я та соціальна допомога — 28,7 %, виробництво — 15,7 %, роздрібна торгівля — 11,1 %, мистецтво, розваги та відпочинок — 8,6 %.